# Hamozit
Hamozit je manj pogost mineral iz razreda plastnatih silikatov s kemijsko formulo (Fe2+,Mg,Fe3+)5Al[(OH,O)8|AlSi3O10] in Fe2+ končni člen niza trdnih raztopin kloritne skupine. Nastaja v nizko do zmerno metamorfiranih ležiščih železa v obliki sivih ali črnih kristalov v oolitski železovi rudi. Podobno kot drugi kloriti je produkt hidrotermalnega preperavanja piroksenov, amfibolov in biotita v magmatskih kamninah. Sestava klorita je pogosto povezana s sestavo izvirnega magmatskega minerala, tako da se z magnezijem bolj bogati kloriti pogosto najdejo kot nadomestek z železom bogatih feromagnezijevih mineralov.
Kristalizira v monoklinskem kristalnem sistemu in razvije večinoma luskaste, oolitske ali masivne kristalne skupke sive, sivo zelene, rjave ali črne barve.
Mineral je odkril in  prvi opisal mineralog in rudarski inženir Pierre Berthier leta 1820 in ga imenoval po kraju Chamoson v kantonu Valais v Švici.

## Struktura
Rentgenska difrakcijska analiza je pokazala, da se delež 7 Å slojev B v hamozitu giblje med 5 in 28%. Kemijska analiza je pokazala pozitivno soodnosnost med deležem slojev B in vsebnostjo (Fe+Mg). Struktura hamozita je torej zelo podobna strukturi tipičnega klorita, v kateri se pravilno izmenjujejo sloji tetraedrskih in tri-oktaedrskih komponent. Hamozitovo zaporedje slojev 2:1 je podobno strukturi sljude z bazalnim razmikom 14 Å. V najpogostejših kloritih je na skupino O20(OH)16 vezanih 12 oktaedrskih kationov, na tetraedrskih in oktaedrskih položajih pa je približno ekvivalentna količina aluminija. Klinoklor na primer  ima sestavo (Mg10Al2)(Si6Al2O20)(OH)16].

## Fizikalne lastnosti
Hamozit ima najpogosteje obliko tankih ploščic zelenkasto sive ali rjave barve, ki merijo od 20 – 200 μm  Kristali se dobro koljejo po osi {011}. Mineral ima moten sijaj in sivkasto zeleno barvo črte. Dvolomnost je mnogo manjša kot pri sljudah, ilitih, montmorijonitih in vermikulitu, lomni količniki pa višji kot v kaolinitu.  Spekter kaže odboj pri d = 7,18 Å (glavna vrednost klorita) in d = 14,4 Å, ki potrjuje prisotnost klorita.

## Geološka nahajališča
Hamozit je v naravi relativno redek mineral. Po njegovem odkritju v Chamosonu so ga po celem svetu našli samo še na petnajstih nahajališčih. Vse nahajališča so povezana z depoziti železa in drugimi kloritnimi minerali. Mineral je značilen  za začetne hidrotermalne faze in se pojavlja predvsem v mineralizirani breči podobnih kamninah, v katerih zapolnjuje prazne prostore in razpoke.
V Sloveniji so minerale iz kloritne skupine našli v dolini Bistrice pri Slovenski Bistrici.